# トゥモロー 僕たちの国が侵略されたら
『トゥモロー 僕たちの国が侵略されたら』（原題：Tomorrow, When the War Began）は、2010年制作のオーストラリアの戦争アクション映画。
ジョン・マーズデン原作の児童小説『Tomorrow』シリーズの第1作『明日、戦争が始まったら』の映画化。日本では劇場未公開。

## あらすじ
17歳の女子高生エリーは、友人たちと山奥のキャンプ場でキャンプを楽しんでいた。すると、その上空を戦闘機の編隊が通過していった。
不安を覚えたエリーたちは予定を切り上げ、急いで町へ戻ると、信じ難い光景を目撃する。町はアジアの某国の軍隊に占領されていた。そしてエリーたちは、平和なはずのオーストラリア全土が侵略されてしまったことを知る。エリーたちは武器を取り、果敢に立ち向かってゆく。

## キャスト
※括弧内は日本語吹替。
- エリー・リントン：ケイトリン・ステイシー
- コーリー・マッケンジー：レイチェル・ハード＝ウッド
- ケヴィン・ホームズ：リンカーン・ルイス（岡本未来）
- ホーマー：デニス・アクデニス（宮下弘充）
- フィオナ・マックスウェル：フィービー・トンキン
- リー：クリス・パン
- ロビン：アシュリー・カミングス
- クリス：アンディ・ライアン
- クレメント医師：コリン・フリールズ

## 関連作品
- 若き勇者たち
- レッド・ドーン
- アメリカ (テレビドラマ)
- 第三次世界大戦 (テレビドラマ)